# Western Area Rural
Western Area Rural är ett distrikt i Western Area i Sierra Leone. Huvudort och största stad är Waterloo och vid folkräkningen 2015 hade distriktet 444 270 invånare.
Distriktet bildades efter Sierra Leones självständighet 1961 när kronkolonin blev Western Area. 2009 flyttades administrationen av Western Area Rural District från Freetown till Waterloo som blev distriktshuvudort.

## Administrativ indelning
Distriktet består av fyra wards.
- Koya Rural Ward
- Mountain Rural Ward
- Waterloo Rural Ward
- York Rural Ward

## Befolkningsutveckling
| Befolkningsutvecklingen i Western Area Rural District 1963–2015 | Befolkningsutvecklingen i Western Area Rural District 1963–2015 | Befolkningsutvecklingen i Western Area Rural District 1963–2015 | Befolkningsutvecklingen i Western Area Rural District 1963–2015 | Befolkningsutvecklingen i Western Area Rural District 1963–2015 |
| --------------------------------------------------------------- | --------------------------------------------------------------- | --------------------------------------------------------------- | --------------------------------------------------------------- | --------------------------------------------------------------- |
|                                                                 |                                                                 |                                                                 |                                                                 |                                                                 |
| År                                                              |                                                                 |                                                                 | Folkmängd                                                       |                                                                 |
| 1963                                                            | 1963                                                            |                                                                 | 67 106                                                          |                                                                 |
| 1974                                                            | 1974                                                            |                                                                 | 40 065                                                          |                                                                 |
| 1985                                                            | 1985                                                            |                                                                 | 84 467                                                          |                                                                 |
| 2004                                                            | 2004                                                            |                                                                 | 174 249                                                         |                                                                 |
| 2015                                                            | 2015                                                            |                                                                 | 444 270                                                         |                                                                 |
|                                                                 |                                                                 |                                                                 |                                                                 |                                                                 |